# 奥第·安德烈
奥第·安德烈（匈牙利語：Ady Endre，1877年11月22日—1919年1月27日），匈牙利诗人、记者。其作品一直坚定地呼吁社会发展与进步，对爱情、信念、爱国主义等主题进行探索，形式上受象征主义影响，既保留了古典诗歌格律严谨、韵律和谐的特点又以丰富的想象、大胆的比喻、磅礴的气势表达对未来的憧憬。

## 生平与创作

### 早年
奥第生于现罗马尼亚萨图马雷县克瓦什乡一个没落的加尔文派贵族家庭。1892-1896年在札勒乌的加尔文派学校上学，1896年在当地刊物上发表了自己的第一篇诗作。奥第后进入德布勒森学院学习法律，退学后于1899年成为《自由报》记者，同年发表了自己的第一部诗集《诗歌集》。他很快厌烦了德布勒森的生活，到奥拉迪亚追求发展。1903年他发表了另一部诗集，但仍未引起影响。

### 伟大的诗人

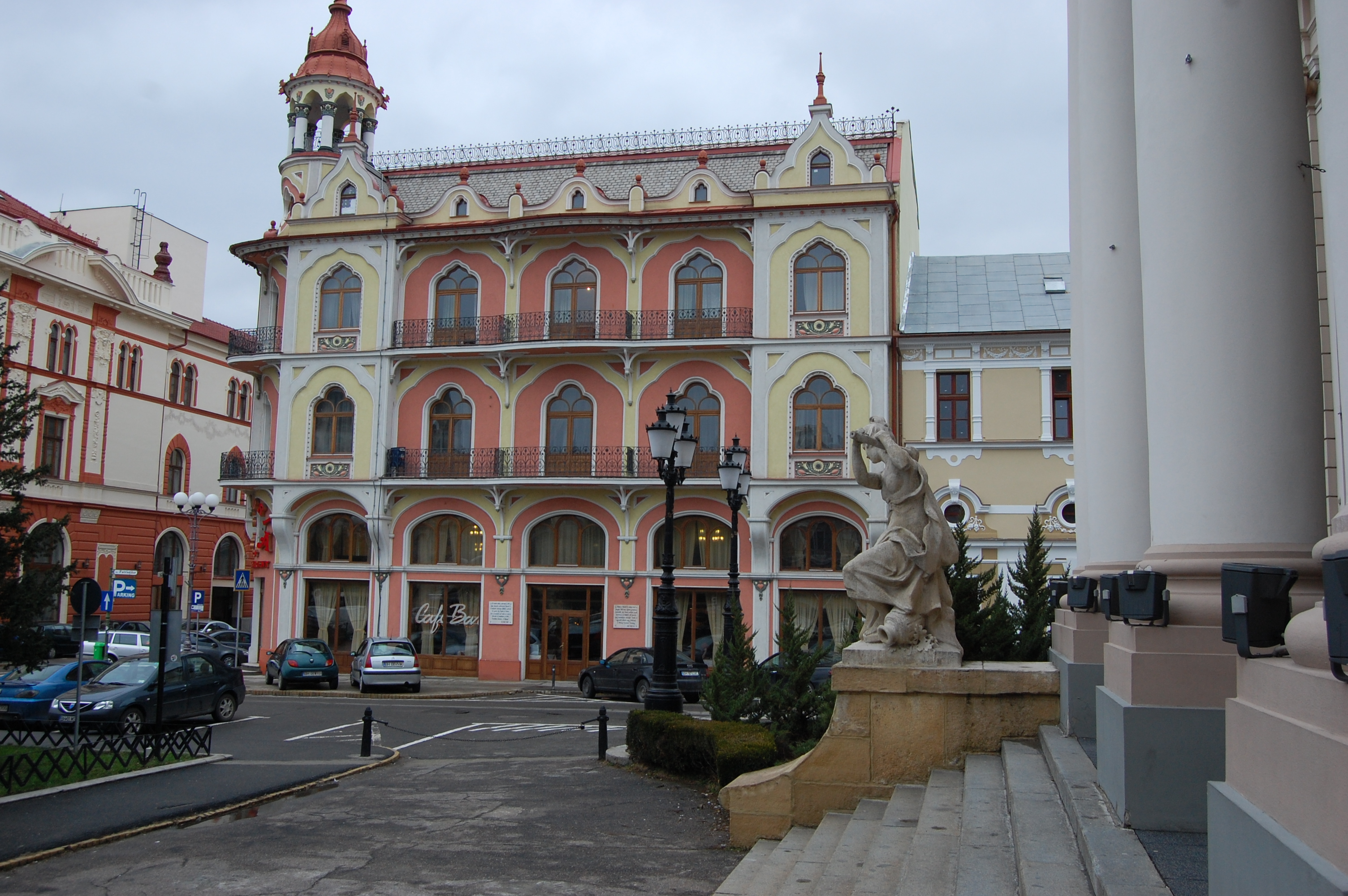
奥第喜欢来的EMKE咖啡馆原址，也是文学团体“明天”的成立处

1903年奥第遇到了Adél Brüll Diósy一位居住在巴黎的富裕已婚女士，奥第在诗中称其为Léda。抱着对她的爱意，奥第在1904到1911年间七次旅居巴黎，接触到了法国文坛上的各种流派，逐渐受到象征主义诗歌的影响，特别是波德莱尔和保罗·魏尔伦对他影响很大。1906年他发表了第三部诗集《新诗集》，这意味着匈牙利现代诗歌的诞生，其中的《新水上行舟》表达了诗人对新时代的远大抱负，而《在匈牙利荒原上》则用匈牙利荒原来象征匈牙利社会的封建落后、死气沉沉。随后的《鲜血与黄金》更给他带来了巨大的成功和批评家的赞扬。
1907年他因为要再次前往巴黎，只能辞去了布达佩斯日报的记者职务。他的创作赢得了进步力量的支持，也招来了反对和批评。他写了《我不是匈牙利人吗？》来反击那些说他诗歌晦涩难懂，缺乏爱国主义精神的攻击。1908年《西方》期刊发表了奥第的诗歌和散文，之后奥第一直在这份进步期刊发表作品。同年他和Mihály Babits、鲍拉日·贝拉等人组成文学团体“明天”。从1909年起，梅毒开始严重损害奥第的健康，对他的攻击也达到高潮，但他写了《裴多菲不妥协》一文进行反击。

### 最后的岁月
1912年奥第开始担任《西方》杂志的编辑，发表了《播火者》、《向革命迈进》等诗歌配合斗争高涨的形势，因此他遭到官方舆论的攻击，处境愈发艰难。1914年斐迪南大公遇刺后，奥第觉察到战争的邻近。他认识的很多人都对战争持乐观态度，这让对未来担忧的他倍感孤立。同年他发表《在时代的筛子上》，指出匈牙利如果继续停滞不前，一定会被时代抛弃。
1916年他再次受到官方舆论攻击，报纸和期刊都无法发表他的作品，直到1918年他才出版了自己的最后一部诗集《站在死者的前列》。奥第看到了1918年匈牙利革命，并拖着病体参加了匈牙利民主共和国的成立典礼。他去世后被葬在阜姆路墓地。